# 715 Transvaalia

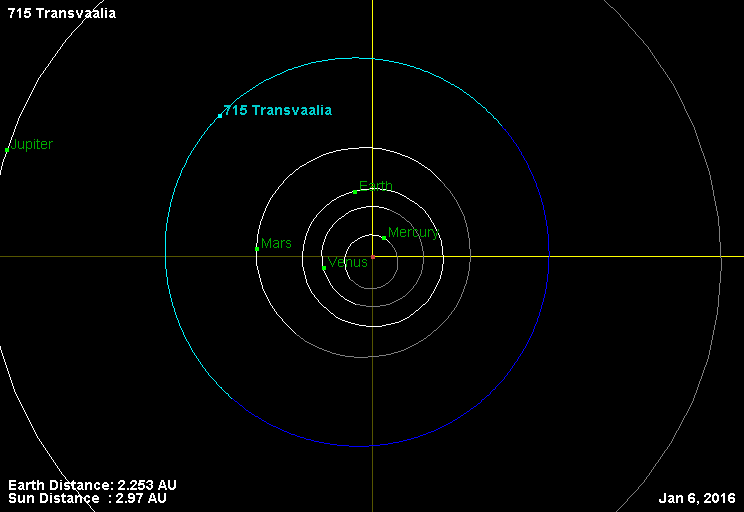
Órbita de 715 Transvaalia.

Transvaalia (asteróide 715) é um asteróide da cintura principal com um diâmetro de 28,55 quilómetros, a 2,5292776 UA. Possui uma excentricidade de 0,0858377 e um período orbital de 1 680,96 dias (4,6 anos).
Transvaalia tem uma velocidade orbital média de 17,90631127 km/s e uma inclinação de 13,81289º.
Esse asteróide foi descoberto em 22 de Abril de 1911 por Harry Edwin Wood.